# Liolaemus sanjuanensis
Liolaemus sanjuanensis este o specie de șopârle din genul Liolaemus, familia Tropiduridae, descrisă de José Miguel Cei în anul 1982. Conform Catalogue of Life specia Liolaemus sanjuanensis nu are subspecii cunoscute.